# Strada statale 87 (Polonia)
La strada statale 87 (sigla DK 87, in polacco droga krajowa 87) è una strada statale polacca che attraversa il Paese da Nowy Sącz a Piwniczna-Zdrój.